# فناوری هوش مصنوعی با جنسیت زن
فناوری‌های هوش مصنوعی با جنسیت زن، استفاده از فناوری‌های هوش مصنوعی مانند دستیار صوتی دیجیتال یا دستیار نوشتاری است.این جنبه‌های جنسیتی خاص به عنوان فناوری‌های هوش مصنوعی، که توسط انسان‌ها توسط الگوریتم‌ها ایجاد شده‌اند، در یک مقاله سیاسی در سال ۲۰۱۹ و دو مکمل تحت عنوان «اگر می‌توانستم سرخ می‌شدم: بستن شکاف‌های جنسیتی در مهارت‌های دیجیتال از طریق آموزش» را مورد بحث قرار گرفت.این مقاله بامجوز دسترسی آزاد توسط مشارکت جهانی برابری و یونسکو منتشر شد و باعث بحث بیشتر در مورد تعصب جنسیتی در فضای مجازی در جهان شد.

## دستیارهای دیجیتالی دارای هوش مصنوعی
دستیارهای دیجیتالی چه به صورت تایپ شده و چه  به صورت گفتاری، تعاملات انسان مانند با فناوری را با شبیه سازی مکالمات با کاربران، فعال و حفظ می کنند.دستیارهای دیجیتالی دارای هوش مصنوعی را می‌توان در دستگاه‌های مختلفی یافت و می‌توانند مجموعه‌ای از وظایف را از طریق فعال‌سازی صوتی انجام دهند.در بیشتر دستگاه‌ها، می‌توان دستیار دیجیتالی را  با یک دکمه خاص فعال کرد یا دکمه‌های موجود را سفارشی سازی کرد.به عنوان مثال، محدوده نوکیا2 دارای یک دکمه اختصاصی در سمت چپ دستگاه است که دستیار گوگل را فعال می کند. برخی از نسخه‌های گوشی‌های آیفون‌ و سامسونگ دارای دکمه home هستند که می‌توان آن را برای فعال کردن دستیار دیجیتالی با نگه داشتن دکه تنظیم کرد. دستیارهای دیجیتالی اغلب به عنوان یکی یا ترکیبی از موارد زیر طبقه بندی می شوند:
- دستیار های صوتی
- ربات های چت(chatbot)
- عوامل مجازی

## دستیار های صوتی
دستیارهای صوتی فناوری‌هایی هستند که از طریق خروجی‌های صوتی با کاربران صحبت می‌کنند، اما شکل فیزیکی را نشان نمی‌دهند.دستیارهای صوتی معمولاً می توانند ورودی های گفتاری و نوشتاری را درک کنند، اما اغلب برای تعامل گفتاری طراحی شده اند. خروجی آنها معمولاً گفتار انسان را تقلید کند.

### جریان اصلی
دستیارهای صوتی در پلتفرم های فناوری و در بسیاری از کشورها به طور فزاینده ای در زندگی روزمره نقش اصلی دارند. بین سال‌های 2008 تا 2018، فرکانس جستجوهای اینترنتی مبتنی بر جستجوی صوتی 35 برابر افزایش یافته است و اکنون نزدیک به بیست درصد از جستجوهای اینترنتی تلفن همراه را تشکیل می‌دهد.مطالعات نشان می‌دهد که دستیارهای صوتی بیش از یک میلیارد کار را در ماه از تغییر آهنگ یا فیلم گرفته تا تماس با اورژانس مدیریت می‌کنند. دستیارهای صوتی وظایف از پیش پا افتاده تا ضروری را انجام می دهند.
شرکت های تحقیقاتی فناوری تخمین می زنند که فقط در سال 2018 حدود 100 میلیون اسپیکر هوشمند دارای دستیار صوتی در سراسر جهان فروخته شده است.در دسامبر 2018، در آمریکا، 15 میلیون نفر صاحب سه یا بیشتر از سه بلندگوی هوشمند بودند. این تعداد به 8 میلیون نفر در سال قبل افزایش یافت و نشان دهنده تمایل مصرف کنندگان در محدوده یک دستیار دارای هوش مصنوعی است.ناظران صنعت انتظار دارند تا سال 2023 تعداد دستیارهای فعال صوتی روی کره زمین بیشتر از تعداد انسان ها باشد.

### زنانه سازی
همانطور که در مقاله سیاسی 2019 گفته شده «اگر می توانستم سرخ می شدم: بستن شکاف های جنسیتی در مهارت های دیجیتال از طریق آموزش» بیشتر دستیاران صوتی به طور پیش فرض زن هستند. الکسای آمازون، کورتانای مایکروسافت، سیری اپل و دستیار گوگل همگی از نظر طراحی زنانه هستند. به بسیاری از دستیارهای صوتی نه تنها یک جنسیت خاص تخصیص داده شده است، بلکه یک پیشینه مفصل نیز به آنها اختصاص داده شده است. به عنوان مثال، دستیار گوگل ظاهراً دختر کوچک یک کتابدار محقق و استاد فیزیک از کلرادو با مدرک لیسانس طراحی شده است. به نظر می رسد او در جوانی برنده نسخه مخصوص بچه‌های Jeopardy شده است و حتی علاقه خاصی به کایاک سواری دارد.
شرکت‌هایی با ارجاع به مطالعاتی که نشان می‌دهد مردم معمولا صدای زنانه را به صدای مردانه ترجیح می‌دهند، انتخاب خود را به دستیار صوتی جنسیتی نسبت می‌دهند. چنین تحقیقاتی نشان می‌دهد که مشتریان می‌خواهند دستیارهای دیجیتالی آن‌ها زنانه باشد. بنابراین، شرکت ها ادعا می کنند که می توانند با طراحی دستیارهای صوتی با صوت زنانه، سود خود را بیشتر کنند. با این حال، بسیاری از یافته های متناقض نیز در این زمینه موجود است. قابل توجه است که بررسی‌های ادبیات نشان می‌دهد که زنان اغلب صدای زنانه را در صورت وجود به گزینه‌ی صدای مردانه تغییر می‌دهند.

## جستار های وابسته
- هوش مصنوعی
- جنسیت گرایی
- شکاف دیجیتال جنسیتی